# Östliche Sigillata
Östliche Sigillata, englisch Eastern Sigillata (ES), im Deutschen auch Ostsigillata genannt, ist ein archäologischer Sammelbegriff für bestimmte Gattungen hellenistischer und kaiserzeitlicher Keramik aus dem östlichen Mittelmeerraum. Der Name leitet sich von dem modernen Kunstbegriff römischer Terra Sigillata ab, mit der sie den satten roten Überzug gemeinsam hat. Der Ausdruck Sigillata wurde in der Antike nicht verwendet und ist ein neuzeitlicher archäologischer Fachbegriff.
Mitte des 2. Jahrhunderts v. Chr. wurde im hellenistischen Osten eine neue Art von Keramik entwickelt, die sich durch einen dichten, rot bis rotbraun glänzenden Überzug auszeichnet. In der Spätzeit der Römischen Republik kamen die östlichen Mittelmeergebiete unter römische Herrschaft. Dadurch verbreitete sich das rot glänzende Tafelgeschirr auch in Italien und später in allen Provinzen des Römischen Reichs.
Es werden seit der Bearbeitung der Sigillata aus Samaria von Kathleen Kenyon aus dem Jahr 1957 drei Typen der Östlichen Sigillata unterschieden:
- Östliche Sigillata A (ESA),
- Östliche Sigillata B (ESB) und
- Östliche Sigillata C (ESC).

Sie unterscheiden sich durch die Beschaffenheit ihres Tons und teilweise ihrer Oberflächenfarbe, ebenso wie durch ihre Produktionszentren und Herstellungszeiträume.

## Östliche Sigillata A
Produziert wurde die Ware im syrisch-palästinensischen Bereich, eventuell in Antiochia, Tyros oder auch Tarsus. Sie war von der Mitte des 2. Jahrhunderts v. Chr. bis zum 2. Jahrhundert n. Chr. vor allem im östlichen Mittelmeerraum verbreitet.

## Östliche Sigillata B
Produziert wurde die Ware in der Westtürkei (Ephesos, Tralleis).

## Östliche Sigillata C (auchÇandarlı-Ware)
Die Ware wurde in der Gegend von Pergamon hergestellt und wird aufgrund des nachgewiesenen Produktionsorts Çandarlı, dem antiken Pitane, auch als Çandarlı-Ware bezeichnet.